# Hégésippe de Sounion
Pour les articles homonymes, voir Hégésippe.
Hégésippe est un orateur athénien contemporain de Démosthène, surnommé « Toupet » 

## Notice historique
Selon Théophraste, il fut ambassadeur pour Athènes auprès de Philippe II de Macédoine à propos de l’île d’Halonèse (-342). 